# 下一站婚姻
《下一站婚姻》是大唐輝煌出品，由劉雪松執導，于和偉、劉濤領銜主演的都市情感勵志劇。該劇講述了兩個受傷離婚的男女，如何摒棄過往，再燃愛的希望，一步一個跨欄，最終走向下一站婚姻的情感故事。

## 劇情
鄧草草的世界隨著孩子的走失而崩潰，她離了婚，懷著對孩子的愧疚和對自己的不原諒獨自生活。龔劍也是離過婚的大齡單身男，原是部隊特種兵，退伍後到一所大型地產公司當總裁，鄧草草住的小區是他公司其下的一個小區。在草草的朋友介紹下，他們相遇相識，之後龔劍假裝成小區裏的保安隊長。鄧草草幾年來一直鍥而不捨地找她的孩子，龔劍幫了不少忙。孩子找到時，小軒已經不是當年那個乖巧懂事的小孩，還自稱土蛋，上天下地無所不能；龔劍和土蛋建立起既鬥爭又合作，非父子似父子的特殊感情。於是按部就班走進婚姻程序的龔劍、鄧草草開始互見長輩，龔劍的母親王彩琴竟然是鄧草草當年僱傭的保姆、前夫關浩又回來找鄧草草要求復婚、龔劍的女同事對他展開瘋狂追求，龔劍和鄧草草在婚姻的路途上磕磕絆絆。經歷過重重的愛恨抉擇之後，一次偶然的機會，龔劍和鄧草草再次走到了一起。